# Critical
Critical (auch als CR:IT:IC:AL dargestellt) ist eine britische Krankenhaus-Fernsehserie mit Lennie James in der Hauptrolle, welche vom 24. Februar 2015 bis zum 19. Mai 2015 auf dem Sender sky 1 zu sehen war. Die Serie besteht aus einer Staffel mit 13 Folgen, da der ausstrahlende Sender aufgrund schwacher Einschaltquoten entschied, die Serie nach Ablauf der produzierten Episoden, nicht fortzuführen.
Zu einer deutschsprachigen Ausstrahlung kam es bisher nicht.

## Besetzung
- Lennie James als Glen Boyle
- Catherine Walker als Fiona Lomas
- Claire Skinner als Lorraine Rappaport
- Kimberley Nixon als Harry Bennett-Edwardes.